# Bifidocoelotes
Bifidocoelotes es un género de arañas araneomorfas pertenecientes a la familia Agelenidae. Se encuentra en el Este de Asia.

## Especies
Según The World Spider Catalog 12.0:
- Bifidocoelotes bifidus (Wang, Tso & Wu, 2001)
- Bifidocoelotes primus (Fox, 1937)